# Daškesanski rajon
Daškesanski rajon (azerski: Daşkəsən rayonu) je jedan od 66 azerbajdžanskih rajona. Daškesanski rajon se nalazi na zapadu Azerbajdžana na granici s Armenijom. Središte rajona je Daškesan. Površina Daškesanskog rajona iznosi 1.050 km². Daškesanski rajon je prema popisu stanovništva iz 2009. imao 32.694 stanovnika, od čega su 16.487 muškarci, a 16.207 žene.
Akstafinski rajon se sastoji od 32 općine.